# Europluspakten

Europluspakten
Euroområdet
Andra länder anslutna till pakten
EU-medlemsstater utanför pakten

Europluspakten, ursprungligen känd som konkurrenskraftspakten, är en politisk överenskommelse som ingicks av euroområdets stats- eller regeringschefer den 11 mars 2011 och av merparten av stats- eller regeringscheferna inom Europeiska rådet vid dess sammanträde den 24–25 mars 2011 i Bryssel, Belgien. Pakten är en påbyggnad av stabilitets- och tillväxtpakten och syftar till att stärka den ekonomiska samordningen mellan medlemsstaterna för att uppnå bättre konkurrens och ekonomisk konvergens inom framför allt euroområdet. Den utarbetades och antogs mot bakgrund av den statsfinansiella kris som hade uppstått inom Europeiska unionen efter finanskrisen 2007–2008.
Pakten bygger på den öppna samordningsmetoden, som innebär att medlemsstaterna kommer överens om gemensamma politiska mål och utvärderar varandras reformer. Metoden baserar sig helt på frivillighet och innefattar inga verktyg för att säkerställa att medlemsstaterna faktiskt fullföljer sina åtaganden, så som är fallet med rättsligt bindande rättsakter.
Utöver euroområdet omfattade pakten ursprungligen Bulgarien, Danmark, Lettland, Litauen, Polen och Rumänien – det vill säga samtliga medlemsstater inom Europeiska unionen utom Tjeckien, Storbritannien, Sverige och Ungern, som valde att stå utanför och därför inte fick delta vid diskussioner om pakten. Sedan dess har Kroatien tillkommit som medlem i unionen, utan att ansluta sig till pakten, samtidigt som Lettland och Litauen har blivit en del av euroområdet och Storbritannien har lämnat unionen. Sedan 2014 har dock europluspakten spelat ut sin roll och den har inte åberopats av medlemsstaterna. Genom fördraget om stabilitet, samordning och styrning har vissa delar av den omvandlats till rättsligt bindande åtaganden genom internationell rätt.
Även Storbritannien valde att stå utanför under sin tid som medlem i EU. Det är dock möjligt för dessa medlemsstater att ansluta sig till pakten i ett senare skede. I april 2011 antydde Sveriges finansminister Anders Borg att Sverige skulle ansluta sig till pakten i efterhand. Kroatiens regering har ännu inte gett besked om Kroatien kommer att delta i pakten.